# Shin Megami Tensei: Devil Summoner: Soul Hackers
A Devil Summoner: Soul Hackers (デビルサマナー ソウル ハッカーズ; Hepburn: Debiru Samanā Sōru Hakkāzu) egy japán videójáték RPG amit eredetileg 1997-ben adták ki Sega Saturn, majd később egy valamelyest feljavított verziót 1999-ben PlayStationre. Az 1995-ben kiadott Shin Megami Tensei: Devil Summoner folytatása, és mindkét játék a Megami Tensei sorozat spin-offjai, mindkét játékban benne van a sorozat védjegyei – mint például a részletes játékrendszer, az okkult témák és az ellenfelekkel való beszélgetés a harcok helyett.
A játékot soha nem adták ki hivatalosan angolul. Amikor a PlayStation verziót kiadták az Atlus ki akarta adni Észak-Amerikában, de ezt a Sony Computer Entertainment America visszautasította.
Ugyanaz a csapat fordítja angol nyelvre a játékot akik a Persona 2: Innocent Sin fordítását is elvégezték.

## Összegzés
A Devil Summoner: Soul Hackers-t 1997-ben, a Megami Tensei sorozat első játékának, a Digital Devil Story: Megami Tensei tizedik évfordulóján adták ki. A sorozat korábbi játékaihoz képest a Soul Hackers könnyebb, hogy a kezdők is könnyedén teljesíthessék a játékot.

## Történet
Amami Cityben, ami egy valódi város környezeti modellje amit számítógépek hálózata irányít. A főszereplő egy amami hacker csoport, a Spookies tagja. A csoport búvóhelye egy kamion ami a vezérük tulajdonában van. Megpróbálnak betörni a Paradigm X nevű virtuális városba egy fegyver alakú számítógéppel. Ez nem egy közönséges számítógép, a neve COMP, amely képes futtatni a Démonidéző Programot (mivel olyan alakja van mint egy pisztolynak ezért GUMP-nak is hívják). Miután eltávolítják a GUMP védelmét egy különös baleset történik, egy Nemissa nevű démon szabadul ki belőle.

## Szereplők

### A Spookies tagjai
- Főhős (主人公; Hepburn: Shujinkō?) (nincs neve)

A játék főszereplője. 18 éves, van egy nővére is. A játék közben nem nagyon látható, de az illusztrációkon egy rövid hajú, zöld ruhát viselő fiúként ábrázolják. A hivatalos stratégiai útmutatóban látható borotvált feje miatt a rajongók egy része Kacuo-nak becézi.
A novellában Keiji Minagishi (峰岸 啓自, ’Minagishi Keiji’) a neve.
- Hitomi Tono (遠野 瞳; Hepburn: Tōno Hitomi?)

A főszereplő gyermekkori barátja. 18 éves. Az édesapja nevelte fel, komoly természete van. Professor Azuma rokona, aki a Devil Summoner-ben tűnt fel.
- Nemissa (ネミッサ?)

Egy női démon aki amnéziában szenved. Ezüst színű haja van, és mivel a főszereplő társa kulcsfontosságú a csapat szempontjából. Mivel nincs fizikai teste ezért Hitomi testét használja. Ha Nemissa lelke átveszi a Hitomi feletti uralmat akkor a lány haja ezüst színűre változik, és ha Hitomi visszanyeri teste feletti uralmát akkor visszaváltozik feketére. Nemissa a játék elején önző, de amint megismeri a többieket elkezd törődni velük, és végül már fájdalmai és érzelmei is lesznek.
Nemissa képességei attól függnek, hogy a játékos milyen válaszokat ad Hitomi kérdéseire a játék elején.
- Masahiro Sakurai (桜井 雅宏; Hepburn: Sakurai Masahiro?)

Egy leleményes hacker, és a Spookies vezére. 25 éves. Gyakran „Vezér”-ként szólítják a csapatban betöltött szerepe miatt. Mindig egy gyűrött öltönyt visel, és mivel dohányzik jóval idősebbnek látszódik mint amennyi valójában. Erős kisebbségi komplexusban szenved.
- Junnosuke Kitagawa (北川 潤之介; Hepburn: Kitagawa Junnosuke?)

A Spookies egyik tagja. 19 éves, beceneve Rancsi (ランチ). Specialitása a hardverek feltörése és módosítsa. Keveset beszél a családjáról, édesanyja halála miatt mindig nyugtalanul beszél róluk. A legtöbb ember úgy gondolja, hogy a neve azt jelenti, hogy lunch (ebéd) (a kiejtés hasonlósága miatt), azonban neve launcher-t (indító), programokat elindítót jelent. A novellában egy Yukihiro Kira (吉良 章弘; Hepburn: Kira Yukihiro) nevű hackerrel alkot párost, akinek beceneve Dinner (Vacsora).
- Shingo Sako (迫 真悟; Hepburn: Sako Shingo?)

A Spookies tagja, beceneve Six (Hat). Egy pisztoly mániákus, beceneve a hatlövetűből ered. 17 éves életkorával ő a Spookies legfiatalabb tagja. Gyermekkorában viccből lelökte nővérét egy lépcsőről, ami azonban a halálát okozta. Mély érzelmi sebeket hordoz magával ezen esemény miatt. Szeret horror filmeket nézni.
- Yūichi Haga (芳賀 佑一; Hepburn: Haga Yūichi?)

18 éves, csak Yūichi-ként szólítják. Mivel gazdag családban nőtt fel ezért gyerekes és békés természete van. Six gyermekként kezeli. Mivel a csapatból egyedül neki nincs fedőneve ezért azt mondja, hogy az ő neve „királyabb” mint bármely becenév.

### Phantom Society
A Phantom Society egy olyan cég ami emberi lelket gyűjt be. Csak a gazdagabbak tudják a valódi céljukat. They have watched history from the shadows, monitoring human evolution.
- Nishi (西?)

A kormány alelnöke. Amami City városi fejlődési igazgatója. A Phantom Society végrehajtója. Valójában ő Azazel.
- Kadokura (門倉?)

Az Argon Software fiatal elnöke. A Paradigm X vezérigazgatója. Összeveszett Masahiro Sakurai-al, de ennek kimenetel ismeretlen. Bill Gatesről modellezték.
- Finnegan (フィネガン?)

Büszke arra, hogy a rejtés Phantom Society egyik idézője (summoner). Eredetileg bokszoló volt, a COMP-ja bokszer alakú fegyvereket használ. Mint a vállalat egyik legjobb idézője gyakran összefut a főszereplővel. Magabiztos és szakképzett, népszerű, de sok ellensége van.
- Yuda Singh (ユダ・シング?)

A Phantom Society egyik idézője. COMP-ja szaxofon alakú. Egy nagyon büszke gurka, azért dolgozik idézőként, hogy családjának elegendő pénzt tudjon szerezni. A saját létezésének értelmét is megkérdőjelezi, ezért követi a vállalat minden utasítását.
- Naomi (ナオミ?)

A Phantom Society alkalmazottja. Árva, Hongkongban született. COMP nélkül is képes idézni, de éppen emiatt a megidézett lény nem minden esetben érti meg és teljesíti parancsait.
- Carol J (キャロルJ?)

A Phantom Society idézője. A démonok megidézéséhez egy gitár alakú COMP-on „játszik”. Mivel idéző képességei gyengék az erősebb démonok néha átveszik a teste feletti irányítást. Gyakran kerül összetűzésbe a főszereplővel. A PlayStation verzióban miután abbahagyja az idézést a városban is feltűnik.
- Mayōne (マヨーネ?)

A Phantom Society női idézője. Egy napernyő alakú COMP idézi a démonit. Nagyon büszke magára. Az összes ruháját Olaszországban gyártották.

## Háttér
Amami City: Egy valódi város környezeti modellje amit számítógépek hálózata irányít. Eredetileg csak egy kis város lett volna, de egy high-tech, információ orientált város lett belőle az újjáépítés során. Számítógépeket minden városlakónak biztosítanak, nagyon gyors hálózattal. A város minden lakójának készítettek egy azonosító kártyát. A kormány bemutatja az elektronikus pénzt. A város nagyban hasonlít Csibára.
Paradigm X: Egy virtuális 3 dimenziós város amit Amami City lakossága irányít. A főszervere az Argon Company épületében található, a felhasználók ezen hálózaton keresztül léphetnek be a Paradigm X-be. A Paradigm X-ben beszélgethetnek az emberek egymással és vásárolhatnak is. Amikor egy felhasználó először belép Captain Paradigm elmagyarázza a város működését. A város csak tesztelési fázisban van és csak egy sorsolás megnyerésével lehet belépni.
Spookies: Hackerek csoportja amit Masahiro Sakurai alapított. Hat tagja van: Vezér, Ranchi, a Főhős, Hitomi, Yūichi és Six. Rejtekhelyük egy kamionban található ami Sakurai tulajdonában van. A számítógépek a kamionban vannak, hogy vészhelyzet esetén biztonságos helyre tudjanak menni. A Spookies logója, egy szellem ami napszemüveget hord a kamionra van festve. Sakurai részletre vette a kocsit és még mindig nem fizette ki érte a teljes összeget.
Argon Company: Egy nemzetközi vállalat ami fontos szerepet játszik a város politikájában. A cég az Argon Software-t és az Argon Spirit Manufacture-t is üzemelteti.

## Rendszer
Démon hűségesség és kapcsolatok a szereplőkkel: A démonok is rendelkeznek a hűség valamely formájával, ami azt mutatja mennyire bíznak meg a játékosban. A démonok hűségességének növelése a Soul Hackers-ben könnyebb mint a korábbi játékokban. Ahogy a démonok hűsége nő, úgy az erejük is. Azonban ha egy démon hűségessége elég alacsony akkor az megtagadhatja a játékos utasításait vagy el is hagyhatja azt.
A társ varázslatainak megváltoztatása: Nemissa varázslatainak típusa a játék elején lesz meghatározva amikor a játékosnak Hitomi kérdéseire kell válaszolnia. A három típusú varázslat amit megtanulhat lehet tűz, jég vagy villámlás. A játék előrehaladtával ezt meg lehet változtatni.
Újabb démon fajok: A démonok három új fajtáját adták a játékhoz.
Program telepítés: Egy új program telepítése a COMP-ra több új lehetőséget adhat hozzá:
- Enemy Sonar: a démonok világítani fognak – a zöld démonok gyengék, míg a pirosak jóval erősebbek.
- Scanning Zero: az alapból nem látható „dark zone” megjelenik a térképen.
- Backup: labirintusban is menthet a játékos.
- Neo Clear: hozzáadja a térképhez a közeli területeket.
- Adult Moon: a játékos bármikor beszélhet azokkal a démonokkal amikkel csak teliholdkor lehetne.
- Frost Panel: egy Jack Frost jelenik meg a csapat állapot jelzőjén.

COMP fúzió: A démonok a főszereplő hordozható COMP-jával kombinálhatók. Ennek köszönhetőn még a labirintusokban is lehet démonokat kombinálni. Viszont a rendes fúzióval ellentétben ezzel a módszerrel csak két démont lehet egyszerre kombinálni és a „balesetek” valószínűsége is magas.

## Különbségek a Sega Saturn és a PlayStation verzió között
Pocket Station támogatás: A démonok rátölthetőek a PocketStation-re, majd Tamagocsihoz hasonlóan lehet velük játszani.
Kaszinó: egy kaszinó lett hozzáadva Paradigm X belsejéhez. A díjak gyakran ritka tárgyak vagy nehezen megszerezhető felszerelések.
Új labirintus: A Sega Saturn verzióban, ha a játékos elküldi a Demon Compendium Vol. 2-höz mellékelt lapot és kiválasztották egy sorsoláson akkor megnyerhette ezt a labirintust.
Új történeti szál: A Sega verzióban a főszereplő meghal, viszont ezt a PlayStation verzióban meg lehet akadályozni ha különböző dolgok teljesülnek.
Új esemény: Egy új eseményt adtak hozzá a játékhoz a búvóhelyen a PlayStation verzióban. Ebben kiderül, hogy Ranchi jól tud főzni és Naomi utálja Rei Reihō TV műsorait.
Mozi mód: A történeti eseményeket nézheti vissza a játékos ha betölti a mentett állását.

## Devil Summoner: Soul Hackers Demon Compendium Vol. 2
A Devil Summoner: Soul Hackers Demon Compendium Vol. 2 egy 1997. december 23-án Sega Saturnra kiadott program. A compendium egyik verzióját a Shin Megami Tensei: Devil Summoner-rel árulták, de ez a Soul Hackers compendiumát tartalmazza. A démonokról való információkat mind hangban mind képekben bemutatja, hasonlóan egy hang novellához egy CG könyvtárban. A játék zeneszámaiból is tartalmaz néhányat. PlayStation nem adták ki.

## Devil Summoner: Soul Hackers Intruder
A Devil Summoner: Soul Hackers Intruder egy 2007-ben kiadott mobiltelefonos játék. Az 1997-es Sega RPG kiegészítő anyagaként adták ki. Hat hónappal a Soul Hackers eseményei után játszódik, a Spookies tagjai újragyesültek mivel egy új ellenfél jelent meg.

## Manga
Devil Summoner: Soul Hackers: a játék manga változata egy sódzso magazinban, a Mystery DX-ben jelent meg (2003-ban megszűnt). 1999 márciusában könyvként is kiadták. Ebből eredetileg három kötet jelent volna meg, de csak kettőt adtak ki. A főszereplője Arata Tsukamoto (塚本 新; Hepburn: Tsukamoto Arata), Hitomi unokatestvére. Gyermekkorában elvesztette a családját.
- 1. kötet: ISBN 4-04-853054-2
- 2. kötet: ISBN 4-04-853120-4

Devil Summoner: Soul Hackers – Decent on the City of Death: A játék megnovellásítása Oszamu Makino tollából. 1998 januárjában adta ki az Aspect.
- ISBN 4-7572-0005-6

Devil Summoners: Nightmare of the Butterfly: A játék megnovellásítása Sinya Kaszai tollából. 1999 januárjában adta ki a Famitsu.
- ISBN 4-7572-0407-8

## Fordítás
- Ez a szócikk részben vagy egészben a Devil Summoner: Soul Hackers című angol Wikipédia-szócikk fordításán alapul.  Az eredeti cikk szerkesztőit annak laptörténete sorolja fel. Ez a jelzés csupán a megfogalmazás eredetét és a szerzői jogokat jelzi, nem szolgál a cikkben szereplő információk forrásmegjelöléseként.

## Külső hivatkozások
- A Devil Summoner: Soul Hackers (PlayStation) a GameFAQs-on (angolul)
- A Devil Summoner: Soul Hackers a MobyGames-en (angolul)